# Cirrostratus

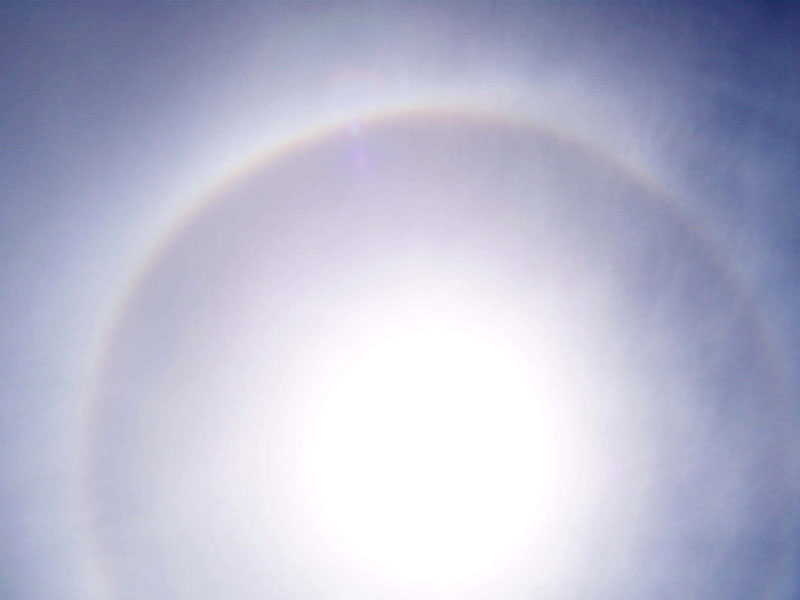
Cirrostratus med en halo.

Cirrostratusmoln eller slöjmoln, förkortas Cs, är ett huvudmolnslag med tunna och genomskinliga moln på 8 000 till 9 000 meters höjd.
Cirrostratusmoln består av små iskristaller, och då de är så tunna, lägger man ofta inte märke till dem annat än genom brytningsfenomen som halo och vädersolar, som skapas när molnet tar formen av en tunn cirrostratus nebulosus. Molnet har en fibrös textur utan gloria om det är tjockare cirrostratus fibratus. När ett frontalsystem närmar sig börjar cirrostratus ofta som nebulöst och övergår till fibratus. Om cirrostratus börjar som fragment av moln på himlen betyder det ofta att fronten är svag. Cirrostratus ligger vanligtvis över 5,5 km. Dess närvaro betyder att en stor mängd fukt finns i den övre troposfären. Moln som liknar cirrostratus bildas ibland i polära områden i den nedre stratosfären. Polära stratosfäriska moln kan anta detta utseende när de består av små underkylda droppar av vatten eller salpetersyra.

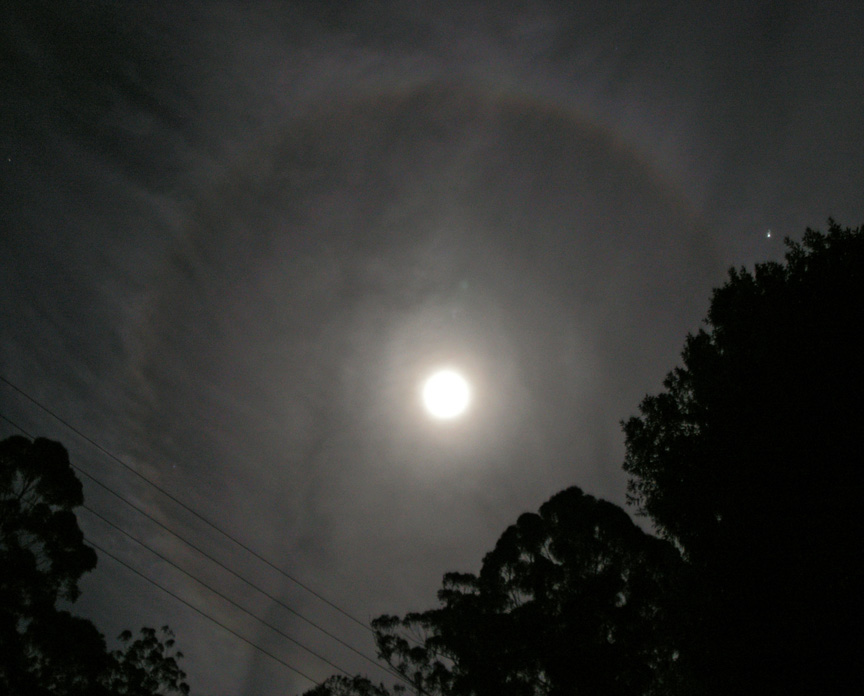
Cirrostratus nebulosus moln som upplyses av solen

Cirrostratusmoln förebådar ibland att en varmfront närmar sig om de bildas efter cirrus och sprider sig från ett område över himlen, och kan därför vara tecken på att nederbörd kan följa under de kommande 12 till 24 timmarna eller så snart som 6–8 timmar om fronten rör sig snabbt. Om cirrostratus är uppbrutna fibratus kan det betyda att fronten är svag och att stratus snarare än nimbostratus blir det utfällande molnet (vilket betyder duggregn eller snökorn istället för måttligt regn eller snö). Cumulus humilis eller stratocumulus moln finns ofta under cirrostratus formationer, på grund av att den stabila luften förbunden med cirrostratus skapar en inversion och begränsar konvektion, vilket gör att cumuliformade moln blir tillplattade. Spår tenderar också att breda ut sig och kan vara synliga i upp till en timme i cirrostratus.
Uttrycket "mjölkigt solsken" används ofta, liksom hänvisning till dis eller lätt dimma, för att förklara himlens mjölkaktiga utseende när cirrostratus är närvarande.

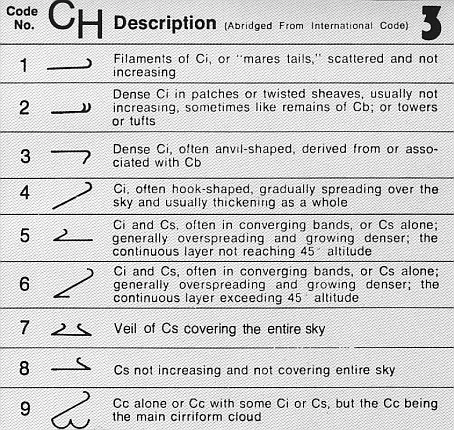
Höga moln - väderkartsymboler.

- Typer: Cirrostratus fibratus (Cs fib) är en högfibrös skiva som liknar cirrus men med mindre fristående halvsammanslagna filament. Det presenteras i SYNOP-koden som CH8 eller som CH5 eller 6 (beroende på hur mycket himmel som täcks) om det ökar i mängd. Om det höga molnet täcker hela himlen och tar formen av en slöja utan särdrag, klassificeras det som cirrostratus av arten nebulosus (Cs neb) och kodas CH7 .

- Varianter: Cirrostratus-arter har inga opacitetsbaserade sorter eftersom de alltid är genomskinliga. Två mönsterbaserade varianter ses ibland av typen fibratus. Dessa är de tätt placerade duplicatus- och vågiga undulatus-typerna som liknar de som ses med cirrus fibratus. Mönsterbaserade typer är inte vanligt associerade med typen nebulosus på grund av dess brist på egenskaper.

- Kompletterande funktioner: Cirrostratus producerar ingen nederbörd eller virga och åtföljs inte av några extra moln.
- Genitus modermoln: Cirrostratus fibratus cirrocumulogenitus uppträder ibland när det senare molnet plattas ut och förlorar en del av sin stratocumuliforma struktur. Cirrostratus fibratus cumulonimbogenitus kan bildas om den cirriformiga toppen av ett moget åskmoln sprider sig och planas ut tillräckligt för att bli ett högt skiktat moln.
- Mutatus modermoln: Cirrostratus fibratus cirromutatus eller cirrocumulomutatus är resultatet av en fullständig transformation från släkttyperna cirrus och cirrocumulus. Cirrostratus nebulosis altostratomutatus uppstår när ett höggrått nebulöst altostratuslager tunnar ut till ett vitaktigt lager av särdragslöst högmoln.